# جيني أولسون
جيني أولسون (بالسويدية: Jenny Ohlsson)‏ هي دبلوماسية سويدية . وهي أول سفيرة سويدية في رواندا . 
زارت كلية بيرسون UWC ‏ في فيكتوريا ، كولومبيا البريطانية ودرست في جامعة أوبسالا من 1998 إلى 2007.
انضمت جيني أولسون إلى وزارة الخارجية السويدية في عام 2002. وشملت مهامها العمل في قسم إفريقيا، السفارة السويدية في بريتوريا، والمكتب السويدي في كيغالي (من 2007 إلى 2009). وكما استلمت مهام أخرى كالعمل كمستشارة في كل من وزارة الخارجية ومكتب مجلس الوزراء.
على المستوى الدبلوماسي، تم دعم الاتصالات الدبلوماسية بين السويد ورواندا من خلال السفارات في نيروبي وكمبالا . حيث كان أول ممثل دبلوماسي سويدي في رواندا في عام 1997 يقيم في غرفة ضمن فندق. وتم افتتاح السفارة السويدية في كيغالي في عام 2016. جيني أولسون كانت أول سفيرة سويدية في رواندا تقيم في كيغالي. 

## روابط خارجية
- جيني أولسون على regeringen.se